# Проблеми Гільберта
Проблеми Гільберта — список з 23 кардинальних проблем математики, представлений Давидом Гільбертом на II Міжнародному Конгресі математиків у Парижі в 1900 році. Повний список з 23 проблем був опублікований пізніше в 1902 році в англійському перекладі Мері Френсіс Вінстон Ньюсон у Бюлетені Американського математичного товариства (Bulletin of the American Mathematical Society) Тоді ці проблеми (які охоплювали основи математики, алгебру, теорію чисел, геометрію, топологію, алгебраїчну геометрію, групи Лі, дійсний і комплексний аналіз, диференціальні рівняння, математичну фізику і теорію імовірностей, а також варіаційне числення) не були розв'язані. В наші часи розв'язані 16 проблем з 23. Ще 2 не є коректними математичними проблемами (одна сформульована занадто розпливчасто, щоб зрозуміти, розв'язана вона чи ні, інша, далека від розв'язання, — фізична, а не математична). З 5 проблем, що залишилися, дві не розв'язані ніяк, а три розв'язані тільки для часткових випадків.

## Список проблем
| 1  | розв'язана           | Проблема Кантора про потужність континууму (Континуум-гіпотеза)                                                                           |
| 2  | нема консенсусу      | Несуперечливість аксіом арифметики. |
| 3  | розв'язана           | Третя проблема Гільберта — рівноскладеність рівновеликих многогранників                                                                   |
| 4  | занадто розпливчаста | Перерахувати метрики, у яких прямі є геодезичними                                                                                         |
| 5  | розв'язана           | Чи всі неперервні групи є групами Лі? |
| 6  | не математична       | Математичний виклад аксіом фізики |
| 7  | розв'язана           | Довести, що число {\displaystyle 2^{\sqrt {2}}} є трансцендентним (або хоча би ірраціональним).                                           |
| 8  | відкрита             | Проблема простих чисел (гіпотеза Рімана і проблема Гольдбаха)                                                                             |
| 9  | частково розв'язана  | Доведення найзагальнішого закону взаємності в будь-якому числовому полі                                                                   |
| 10 | розв'язана           | Задача про можливість розв'язання діофантових рівнянь                                                                                     |
| 11 | розв'язана           | Вивчення квадратичних форм із довільними алгебраїчними числовими коефіцієнтами                                                            |
| 12 | відкрита             | Поширення теореми Кронекера про абелеві поля на довільну алгебраїчну область раціональності                                               |
| 13 | розв'язана           | Неможливість розв'язання загального рівняння сьомого степеня за допомогою функцій, що залежать тільки від двох змінних                    |
| 14 | розв'язана           | Доведення скінченнопородженості алгебри інваріантів алгебраїчної групи                                                                    |
| 15 | частково розв'язана  | Строге обґрунтування обчислювальної геометрії Шуберта                                                                                     |
| 16 | частково розв'язана  | Топологія алгебраїчних кривих і поверхонь                                                                                                 |
| 17 | розв'язана           | Представлення визначених форм у вигляді суми квадратів                                                                                    |
| 18 | розв'язана           | Скінченність кількості кристалографічних груп; нерегулярні заповнення простору конгруентними багатогранниками; найщільніше пакування куль |
| 19 | розв'язана           | Чи завжди розв'язки регулярної варіаційної задачі Лагранжа є аналітичними?                                                                |
| 20 | розв'язана           | Загальна задача про граничні умови (?) |
| 21 | розв'язана           | Доведення існування лінійних диференціальних рівнянь із заданою групою монодромії                                                         |
| 22 | розв'язана           | Уніформізація аналітичних залежностей за допомогою автоморфних функцій                                                                    |
| 23 | не розв'язана        | Розвиток методів варіаційного числення |

## 24-а проблема
Спочатку список містив 24 проблеми, але в процесі підготовки до доповіді Гільберт відмовився від однієї з них. Ця 24-а проблема була пов'язана з теорією доведень критерію простоти і загальних методів. Дана проблема була виявлена завдяки Rudiger Thiele..